# Ермолино (городской округ Солнечногорск)
Ермолино — деревня в Московской области России. Входит в городской округ Солнечногорск. Население — 143 чел. (2010).

## География
Деревня расположена на северо-западе Московской области, в западной части округа, примерно в 8 км к юго-западу от центра города Солнечногорска, с которым связана прямым автобусным сообщением, на берегу Истринского водохранилища. В деревне шесть улиц — Заовражная, Лазурная, Рябиновая, Светлая, Сиреневая и Тенистая. Ближайшие населённые пункты — деревни Кривцово, Сверчково, Стегачёво и Якиманское.

## Население
| 1852 | 1859 | 1890 | 1899 | 1926 | 1966 | 1998 |
| ---- | ---- | ---- | ---- | ---- | ---- | ---- |
| 132  | ↘55  | ↗56  | ↗103 | ↘92  | ↘45  | ↗87  |
| 2002 | 2010 |      |      |      |      |      |
| ↘82  | ↗143 |      |      |      |      |      |

## История
В середине XIX века деревня Ермолина 1-го стана Клинского уезда Московской губернии принадлежала статскому советнику Ивану Александровичу Старынкевичу, а с ней 13 дворов, крестьян 72 души мужского пола и 60 душ женского пола.
В «Списке населённых мест» 1862 года — владельческая деревня Клинского уезда по правую сторону Санкт-Петербурго-Московского шоссе, в 22 верстах от уездного города и 11 верстах от становой квартиры, при колодцах, с 10 дворами и 55 жителями (30 мужчин, 25 женщин).
По данным на 1899 год — деревня Солнечногорской волости Клинского уезда с 103 душами населения.
В 1913 году — 19 дворов.
По материалам Всесоюзной переписи населения 1926 года — деревня Миронцевского сельсовета Солнечногорской волости Клинского уезда в 1,1 км от Пятницкого шоссе и 9,6 км от станции Подсолнечная Октябрьской железной дороги, проживало 92 жителя (35 мужчин, 57 женщин), насчитывалось 24 хозяйства, среди которых 22 крестьянских.
С 1929 года — населённый пункт в составе Солнечногорского района Московского округа Московской области. Постановлением ЦИК и СНК от 23 июля 1930 года округа как административно-территориальные единицы были ликвидированы.
С 1994 до 2006 гг. деревня входила в Обуховский сельский округ Солнечногорского района.
С 2005 до 2019 гг. деревня включалась в Кривцовское сельское поселение Солнечногорского муниципального района.
С 2019 года деревня входит в городской округ Солнечногорск, в рамках администрации которого относится с территориальному управлению Кривцовское.